# Epipactis condensata
Epipactis condensata är en orkidéart som beskrevs av Pierre Edmond Boissier och Donald Peter Young. Epipactis condensata ingår i släktet knipprötter, och familjen orkidéer. Inga underarter finns listade i Catalogue of Life.